# Якоби, Иоганн (политик)
Иоганн Якоби (нем. Johann Jacoby; 1805, Кёнигсберг — 1877, там же) — немецкий врач и политик.

## Биография
Родился в Кёнигсберге 1 мая 1805 года, в еврейской семье Герсона Якоби. 
С 1823 года изучал медицину в Кёнигсбергском университете, который окончил в 1827 году, написав диссертацию о белой горячке. С 1829 года работал в еврейской больнице в Кёнигсберге. После начала большой эпидемии холеры он отправился на территорию Россию, охваченную польским восстанием. Чуть позже эпидемия возникла и в Кёнигсберге. Работа Якоби была отмечена губернатором прусской провинции Шёном. 
Польское восстание и Июльская революция привели его к необходимости отстаивать права еврейского народа. Как считает его биограф Эдмунд Зильбернер, что Якоби хотя был «отчужден от духовных корней иудаизма, эмоционально не привязан к иудейской религии; вырос в немецкой культуре и [был] глубоко привязан к ней», однако стоял на позиции: «Поскольку я еврей и немец, еврей во мне не может стать свободным без немца». Он до самой своей смерти принадлежал к еврейской общине, даже потеряв интерес к иудейской религии из-за своих философских занятий и увлечения Спинозой.  
С начала 40-х годов XIX века он примкнул к буржуазно-либеральной оппозиции прусскому абсолютистскому режиму, став одним из лидеров её левого крыла. В 1841 году выпустил брошюру «Vier Fragen, beantwortet von einem Ostpreussen», в которой отстаивал права на участие народа в государственном управлении; за это он был обвинен в государственной измене. Фридрих Вильгельм IV требовал смертельного приговора, но суд ограничился тюремным заключением на 2,5 года. Якоби подал апелляцию и был оправдан в 1843 году Высшим земельным судом Берлина.. В 1845 году выпустил в свет два новых политических памфлета: «Preussen im Jahre 1845» и «Das königl. Wort Friedrich Wilhelms III», которые тоже навлекли на автора гонения; опять его приговорили к заключению в крепости на тот же срок, и опять приговор был отменён решением высшей инстанции. Франц Циглер писал: «Когда мы все еще жили в политической тьме, Иоганн Якоби вышел из тьмы, готовый, ясный, блестящий, смелый и стал творцом политической жизни в Пруссии».
Во время революции 1848—1849 годов в Германии Якоби был одним из руководителей левой фракции прусского Национального собрания. Участвовал в заседаниях франкфуртского «предварительного парламента» (Vorparlament), был единственным евреем в комитете 50-ти (нем. Fünfzigerausschuss), к которому фактически перешла власть бездействовавшего союзного сейма. После роспуска Прусского национального собрания в декабре 1848 года в феврале 1849 года Якоби был избран во вторую палату прусского государственного парламента. После его роспуска в апреле 1849 года он сменил Даниэля Тейхерта 24 мая 1849 года в качестве члена Франкфуртского национального собрания, которое уже находилось в процессе роспуска. Бежал в Швейцарию после закрытия Большого Штутгартского собрания. Когда его обвинили в государственной измене в Кёнигсберге из-за его участия в большом парламенте, он вернулся и предстал перед судом. Семинедельное предварительное заключение закончилось оправдательным приговором. 
В 1860-е годах вступил в партию «прогрессистов». В 1863—1870 годах представлял 2-й избирательный округ Берлина во второй палате прусской палаты представителей. В вопросе объединения Германии, критиковал политику Отто Бисмарка. В сентябре 1870 года был арестован вместе с некоторыми лидерами социал-демократической партии за то, что в резкой форме высказался против присоединения Эльзас-Лотарингии, и до 26 октября находился под арестом. В 1872 году, после осуждения Бебеля и Либкнехта по обвинению в государственной измене, публично объявил о присоединении к социал-демократическому движению. В 1874 году был избран в рейхстаг от социал-демократической партии. В знак протеста против реакционного характера рейхстага сложил с себя полномочия депутата. Карл Маркс и Фридрих Энгельс высоко ценили Якоби как демократа, который стал на сторону рабочего движения. Однако, они критиковали его позицию по вопросу об участии представителей рабочего класса в парламентской деятельности и другим вопросам.
Умер 6 марта 1877 года в Кёнигсберге. При жизни Якоби вышли в свет его «Gesammelte Schriften und Reden» (Гамбург, 1872; 2 изд., 1877). После смерти издана его работа: «Geist der griech. Geschichte» (Берлин, 1884).